# Festival international du film de Pyongyang
Le festival international du film de Pyongyang (FIFP ; coréen : 평양영화축전 / 平壤映畫祝典) est un festival de cinéma créé en 1987, organisé dans la capitale nord-coréenne.

## Présentation générale
Kim Jong-il a créé en 1987 le Festival des pays non-alignés, restreint d'abord à des pays comme Cuba, l'Égypte ou la Yougoslavie, avant de devenir en 2002 le Festival international du film de Pyongyang.
Il est organisé tous les deux ans depuis 1990. Outre des films nord-coréens et des pays socialistes, des films allemands, sud-coréens et japonais ont notamment été présentés lors des différentes éditions du festival.

## Le dixième festival (septembre 2006)
La dixième édition du FIPF a été organisée du 13 au 22 septembre 2006. Une soixantaine d'étrangers étaient présents, dont Dieter Kosslick, directeur du Festival de Berlin.
Outre des films chinois, cubains, vietnamiens, syriens, allemands, d'Europe de l'Est et de Scandinavie, les films suivants ont été présentés : 
- Shaolin Soccer, du Hong Kongais Stephen Chow ;
- Mister Bean ;
- trois films français, tous primés : La Marche de l'Empereur de Luc Jacquet, Je ne suis pas là pour être aimé de Stéphane Brizé et Caché de Michael Haneke ;
- deux films nord-coréens : Pyongyang Nalpharam de Phyo Kwang et Maeng Chil-min et Le Journal d'une écolière, de Jang In-hak.

## Onzième festival (septembre 2008)
- La France présentait cinq films, dont la comédie Prête-moi ta main et le documentaire La Citadelle assiégée.
- Trois journalistes étrangers spécialistes en cinéma faisaient partie des invités afin de couvrir les évènements[3].

## Douzième festival (septembre 2010)
- Les films français L'Homme de chevet ainsi que Deux jours à tuer ont été récompensés cette édition-ci, respectivement avec le prix de la meilleure photographie et un prix spécial du jury[4].